# Baby (album)
Baby – album szwajcarskiego zespołu Yello wydany w 1991 roku przez wytwórnię Mercury Records.

## Lista utworów
1. Homage To The Mountain (0:33)
2. Rubberbandman (3:32)
3. Jungle Bill (6:05)
4. Ocean Club (3:26)
5. Who's Gone? (3:38)
6. Capri Calling (2:55)
7. Drive / Driven (4:11)
8. On The Run (4:36)
9. Blender (4:38)
10. Sweet Thunder (5:20)

## Twórcy
- wokale:
  - Dieter Meier + teksty
  - Boris Blank – utwór 5 + tekst utworu 6
  - Billy MacKenzie – utwory: 2, 7
- Beat Ash – perkusja (utwory: 2, 3, 5, 7)
- Ernst Gamper – gitara (utwór 6)
- Marco Colombo – gitara (utwory: 3, 7, 9), projekt okładki
- Boris Blank – kompozytor, aranżacja, producent
- Rolf Aschwanden – akordeon (utwór 7)